# Hydronéphrose
 (avril 2021).
Si vous disposez d'ouvrages ou d'articles de référence ou si vous connaissez des sites web de qualité traitant du thème abordé ici, merci de compléter l'article en donnant les références utiles à sa vérifiabilité et en les liant à la section « Notes et références ».
L’hydronéphrose (ou obstruction urinaire) est une augmentation de volume du rein due à une rétention d'urine ou à une remontée d'urine vers le rein.
Elle peut être due à diverses causes comme :
- obstruction de l'uretère (caillot, calculs, tumeur)
- manque de tonicité du bassinet
- grossesse (l'utérus appuyant sur l'uretère)

L'hydronéphrose est relativement fréquente chez les nouveau-nés (de 1 naissance sur 1000 à 1 sur 100) chez lesquels l'uretère est immature.